# Cunicoli di Claudio
I cunicoli di Claudio sono un'opera idraulica di epoca romana, costituita da un lungo canale sotterraneo, sei cunicoli e trentadue pozzi, che l'imperatore Claudio fece costruire tra il 41 e il 52 d.C. per prosciugare il lago Fucino con lo scopo di salvaguardare i paesi marsicani dalle esondazioni o dalle malsane secche e rendere i terreni emersi coltivabili. Dal versante di Avezzano una buona parte delle acque lacustri defluì, attraverso l'emissario ipogeo del monte Salviano, nel fiume Liri dallo sbocco di Capistrello. Il canale sotterraneo rappresenta la più lunga galleria realizzata dai tempi antichi fino all'inaugurazione del traforo ferroviario del Frejus avvenuta nel 1871.
Con la caduta dell'Impero romano, in assenza di manutenzione, la galleria si ostruì facendo ritornare lo specchio d'acqua ai livelli originari. Diversi secoli dopo, a cominciare dal 1854, Alessandro Torlonia realizzò il nuovo canale lungo oltre 6 chilometri, ricalcando in buona parte il tunnel claudiano. La nuova opera idraulica, connessa al monumentale Incile del Fucino, permise il totale prosciugamento del lago che avvenne ufficialmente nel 1878.
L'area, che rappresenta un sito d'interesse archeologico e speleologico, è tutelata da un parco inaugurato nel 1977.

## Storia

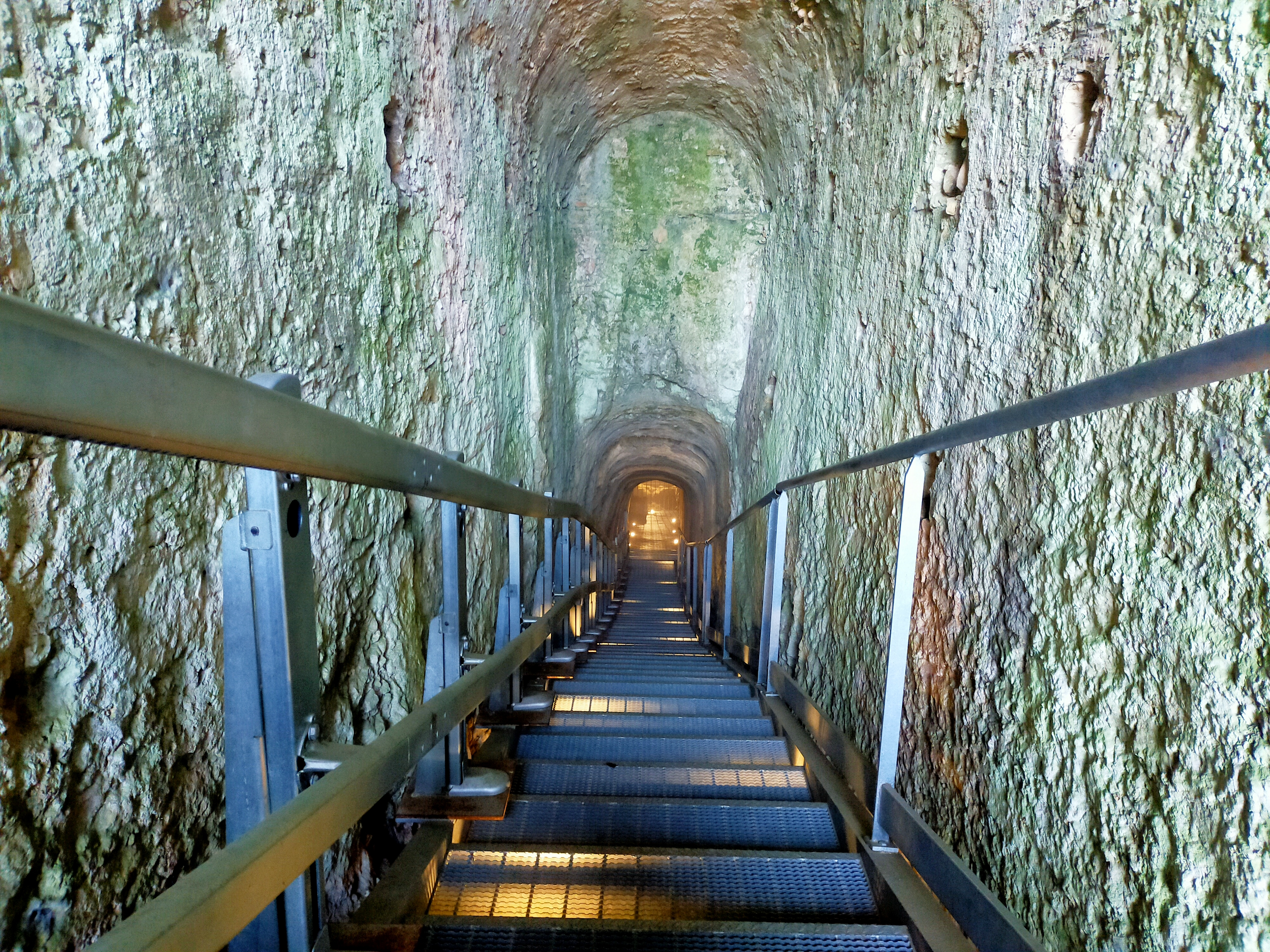
Accesso al cunicolo del Ferraro

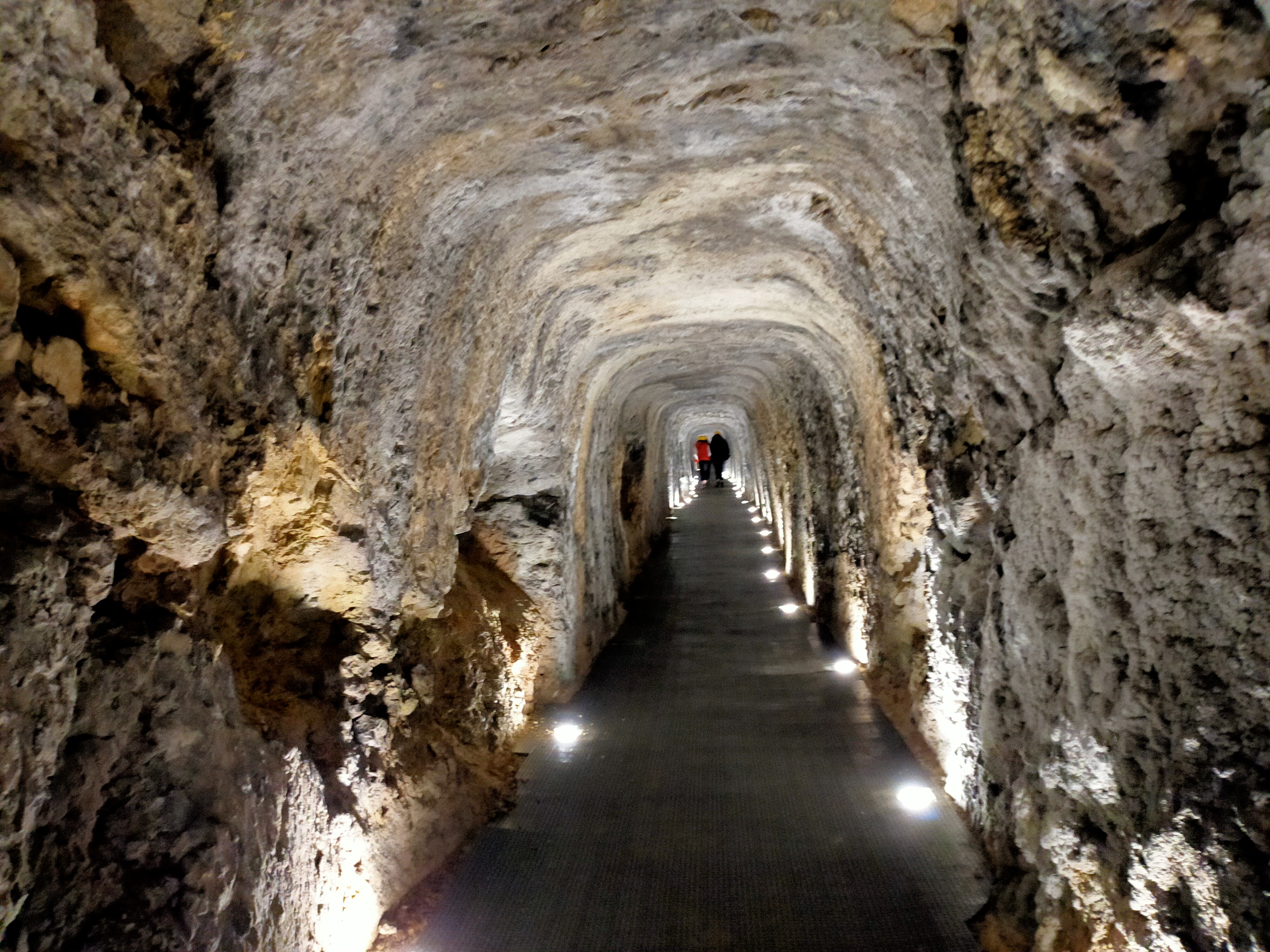
Interno del cunicolo

### Origine del progetto
Prima dei lavori claudiani fu Gaio Giulio Cesare, sollecitato dagli abitanti del luogo, i Marsi, ad occuparsi del progetto di bonifica della piana del Fucino, in Abruzzo. Il fine iniziale fu quello di risolvere il problema dell'instabile regime del lago che inondava molto spesso i paesi ripuari a causa delle frequenti ostruzioni dell'unico inghiottitoio naturale situato in località Petogna alle porte di Luco dei Marsi, mentre in estate soprattutto a causa del ritirarsi delle acque spesso le terre circostanti i centri abitati divenivano paludose causando gravi problemi di natura igienico-sanitaria per la popolazione. Secondo Svetonio lo scopo principale si affiancava all'ambizioso proposito di tracciare una strada che collegasse il Tevere con il mare Adriatico attraverso gli Appennini. Cesare non ebbe modo di approntare l'opera in quanto venne ucciso prima di mettere in atto il suo progetto.

### Realizzazione
(Plinio il Vecchio, Naturalis historia)
Una prima ipotesi progettuale prevedeva lo scavo di un canale che avrebbe fatto defluire le acque del lago attraverso il piccolo colle Cesolino riversandole nel fiume Salto, sul settore settentrionale dei piani Palentini. Questo progetto, facilmente realizzabile, fu presto scartato poiché l'ingente quantità d'acqua, confluendo prima nel fiume Velino, poi nel Nera ed infine nel Tevere, avrebbe rappresentato una minaccia di inondazioni per Roma. Un secondo ma più arduo progetto prevedeva invece di far confluire le acque lacustri nel fiume Liri attraverso una lunga galleria scavata nel monte Salviano.
Nel 41 d.C. fu l'imperatore Claudio a riprendere l'ambizioso progetto e, grazie ad un corposo finanziamento pubblico, ad affidare i lavori ad un'azienda romana. L'opera considerata tra le più grandiose imprese idrauliche dell'antichità doveva regolamentare la portata del lago Fucino, temuto dalle popolazioni locali per via dell'impetuosità delle sue acque e del regime instabile. Lungo le sue rive, circa trentamila uomini, tra schiavi, muratori, carpentieri e fabbri, si affannarono intenti allo scavo, anche manuale, del traforo e alla realizzazione delle infrastrutture connesse. Undici anni dopo, nel 52 d.C., l'opera trovò compimento. Vennero costruiti prima i cunicoli inclinati, connessi tra loro per il tramite di numerose discenderie (o pozzi), che servirono come sfiatatoi e a favorire lo scavo principale. Terminato il tunnel le acque del Fucino confluirono nel fiume Liri. Tuttavia molti furono gli imprevisti e le difficoltà in fase di costruzione, tra cui diverse frane verificatesi nelle sezioni più vulnerabili e sabbiose del ventre della montagna e nell'area della diga, ovvero la chiusa realizzata tra le vasche romane per l'accumulo delle acque e l'imbocco dell'emissario presso l'incile fucense.
Claudio, a lavori conclusi, volle celebrare l'opera organizzando prima dell'apertura del traforo una naumachia sul lago, alla presenza della moglie Agrippina e del giovane Nerone.
Secondo Svetonio, in occasione dell'inizio della battaglia navale che vide contrapposti Rodiesi e Siculi in due flotte di circa cinquanta vascelli, sarebbe stata coniata la locuzione latina Ave, Caesar, morituri te salutant nella forma originaria Ave, imperator, morituri te salutant.
In seguito probabilmente con Traiano, imperatore romano tra il 98 e il 117 d.C., e sicuramente e soprattutto con Adriano, regnante tra il 117 e il 138 d.C., furono avviate opere manutentive che, per via della conformazione della roccia scavata e delle imperfezioni tecniche dei lavori effettuati, si resero necessarie con grande dispendio umano e di sesterzi. Grazie alle nuove opere il bacino lacustre si restrinse ulteriormente (con ogni probabilità vennero disseccati tra i 7 000 e gli 8 000 ettari di terreni), ma non del tutto come riportato invece da alcune fonti storiche. Ciò fu sufficiente ad allontanare il pericolo delle esondazioni tanto che con il rifiorire dell'agricoltura l'economia dei municipi di Alba Fucens, Lucus Angitiae e Marruvium divenne florida, mentre le aree montane circostanti furono elette a luoghi di villeggiatura.

### Decadimento
Con la caduta dell'impero romano e le invasioni barbariche che segnarono anche la storia della Marsica mancò inevitabilmente la manutenzione tanto che, molto probabilmente anche a causa di gravi terremoti avvenuti nel periodo compreso tra la seconda metà del IV secolo e l'anno 508 d.C., i canali si ostruirono irrimediabilmente con il conseguente ritorno dei livelli lacustri precedenti.
Nei secoli successivi Federico II di Svevia (XIII secolo) e Ferdinando IV re di Napoli (1790) tentarono di ripristinare lo scolo delle acque nell'emissario romano fallendo nell'intento per scarsità di fondi e per via della complessità dell'impresa.

### Nuove opere idrauliche

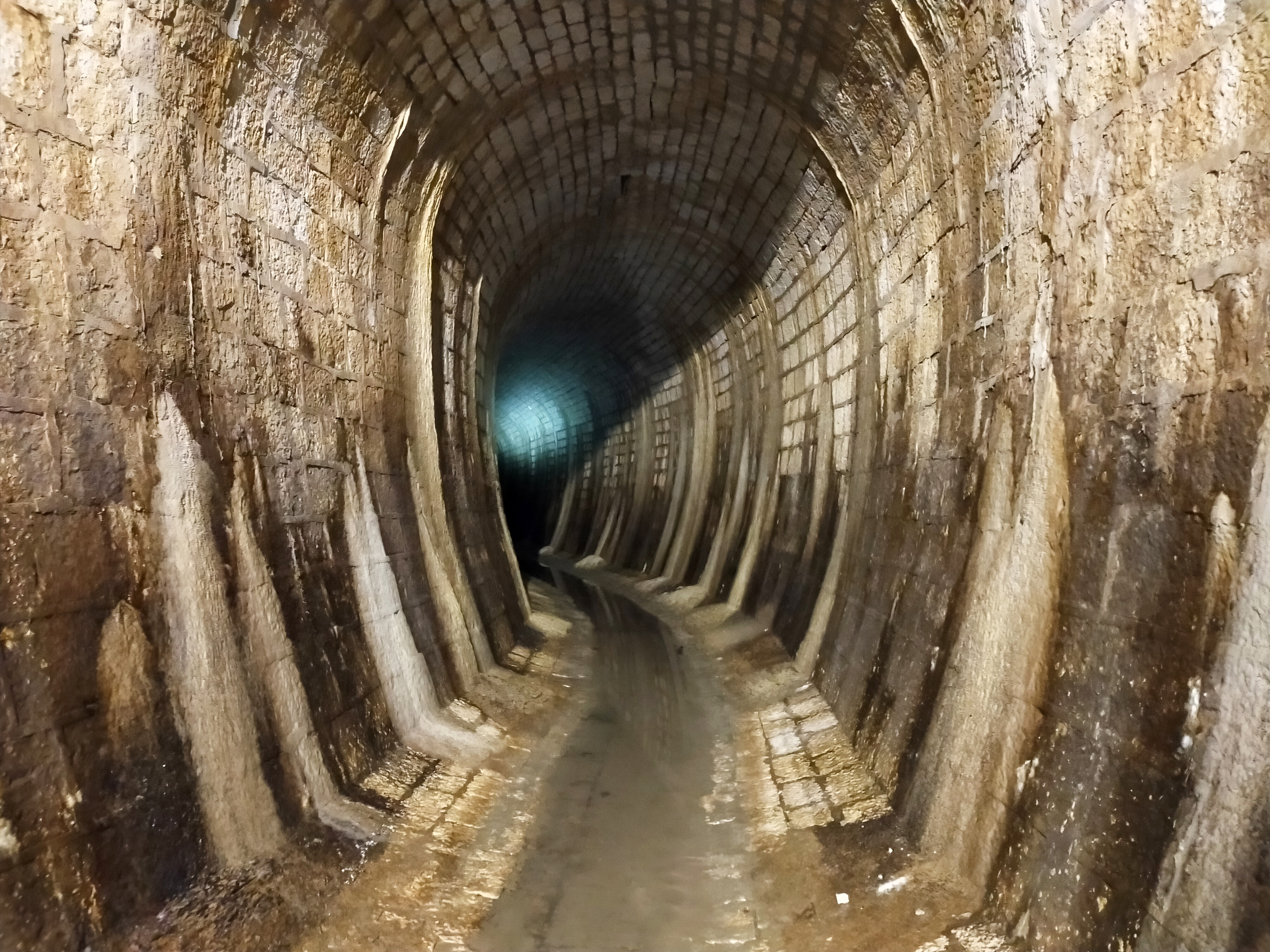
Imbocco dell'emissario

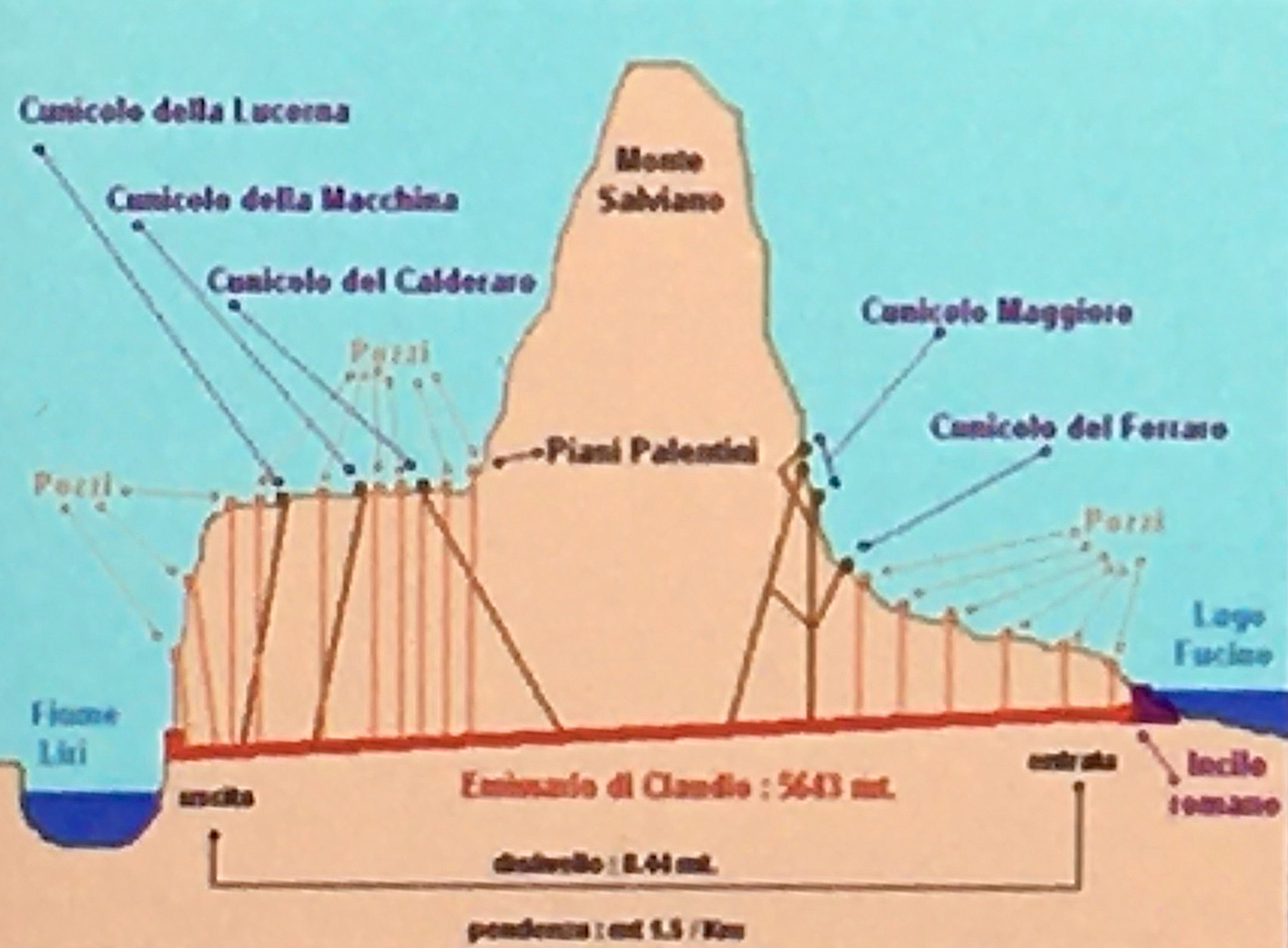
Sezione longitudinale dell'emissario

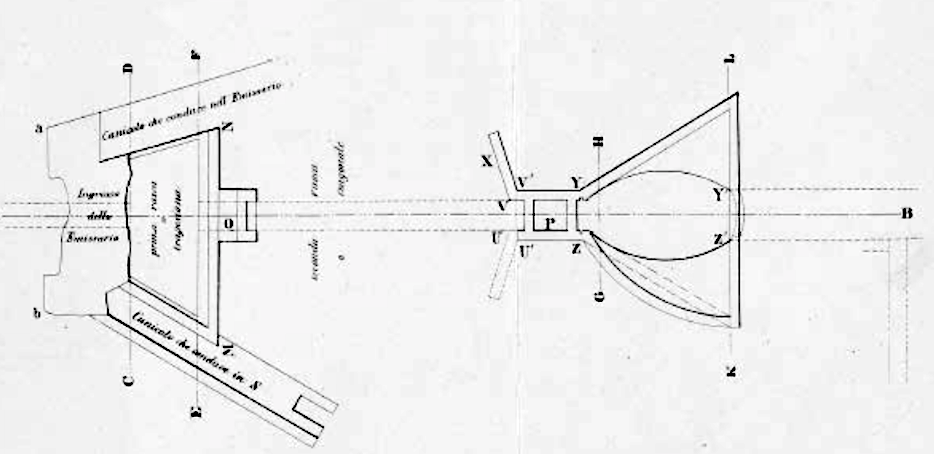
Schema dell'imbocco dell'emissario

Dal 1826, circa 18 secoli dopo il primo prosciugamento claudiano, furono portati avanti dal cavaliere Luigi Giura e dal commendatore Carlo Afan de Rivera nuovi tentativi per recuperare in parte la funzionalità dell'emissario.
Afan de Rivera ottenne l'incarico dal re Francesco I di riattivare il sottopasso claudiano e le opere connesse. Fu però con l'intervento del banchiere romano Alessandro Torlonia che il 15 febbraio 1854 venne ripreso il progetto con l'ausilio tecnico dell'ingegnere svizzero Frantz Mayor de Montricher.

L'opera fu conclusa nel 1870 da due ingegneri, il direttore dei lavori lo svizzero Henry Samuel Bermont e il vice direttore il francese Alexandre Brisse coadiuvato dall'agente Léon De Rotrou. Nel 1873 iniziò il graduale scolo delle acque, mentre le operazioni di bonifica del bacino fucense furono portate a termine tra il 1875 e il 1876.
In seguito a considerevoli sforzi economici e umani venne totalmente prosciugato il lago abruzzese, terzo d'Italia per estensione dopo il Garda e il Maggiore. Furono impegnati per oltre venti anni maestranze e tecnici tra i più qualificati dell'epoca che ristrutturarono emissario, cunicoli e incile originari ampliandone le sezioni. Attraverso il canale collettore le acque del Fucino defluirono totalmente nel fiume Liri dallo sbocco del tunnel sotto l'abitato di Capistrello. Sul monte Salviano furono ampliati i vecchi cunicoli di servizio dell'emissario e aggiunti altri sfiatatoi e pozzi. Lo scopo dei cunicoli scavati con andamento inclinato era quello di permettere la fuoriuscita di aria al passaggio delle acque, di consentire il movimento di operai e mezzi e di estrarre i materiali scavati nella galleria.
Il primo ottobre del 1878 il lago fu dichiarato ufficialmente prosciugato.
Fu così che i pescatori del Fucino divennero ben presto agricoltori.
Il bacino, svuotato e dotato di diverse infrastrutture come i reticoli di canali, fossati e strade, divenne una pianura fertile, ricca di sedimenti di origine alluvionale e lacustre, di oltre 14 000 ettari coltivati inizialmente a cereali, patate e barbabietole da zucchero, quest'ultime trattate localmente con la messa a regime dello zuccherificio di Avezzano.
I cunicoli furono dichiarati nel 1902 "edificio monumentale" degno di essere conservato dal Ministero della Pubblica Istruzione.
Un secondo emissario venne fatto realizzare nella prima metà del XX secolo dai Torlonia con lo scopo di supplire alle funzioni della galleria principale in caso di lavori di manutenzione straordinaria. Questo diparte in direzione sud-sudovest dal punto d'intersezione dell'emissario con il collettore, all'altezza di una delle vasche di accumulo delle acque all'Incile del Fucino. Il canale sotterraneo sbocca a Canistro all'altezza di una delle centrali idroelettriche del Liri, anch'esse realizzate dai Torlonia nella valle Roveto con lo scopo di generare energia elettrica per il funzionamento della cartiera e dello zuccherificio avezzanese.

### Prospettive
Nel giugno 1977 con il fine di tutelare e valorizzare l'opera è stato istituito il parco archeologico di Claudio, area inclusa tra gli imbocchi dei cunicoli e l'Incile del Fucino.
L'opera è stata inserita dal FAI fra I Luoghi del Cuore per l'anno 2016.
Nel 2017 per la valorizzazione del parco sono stati stanziati fondi dalla camera di commercio dell'Aquila, dal comune di Avezzano e dal Gruppo di azione locale. Attraverso il sentiero "Cammino della Pace", inaugurato nel 2024, si può raggiungere la vicina grotta di Ciccio Felice.

## Architettura

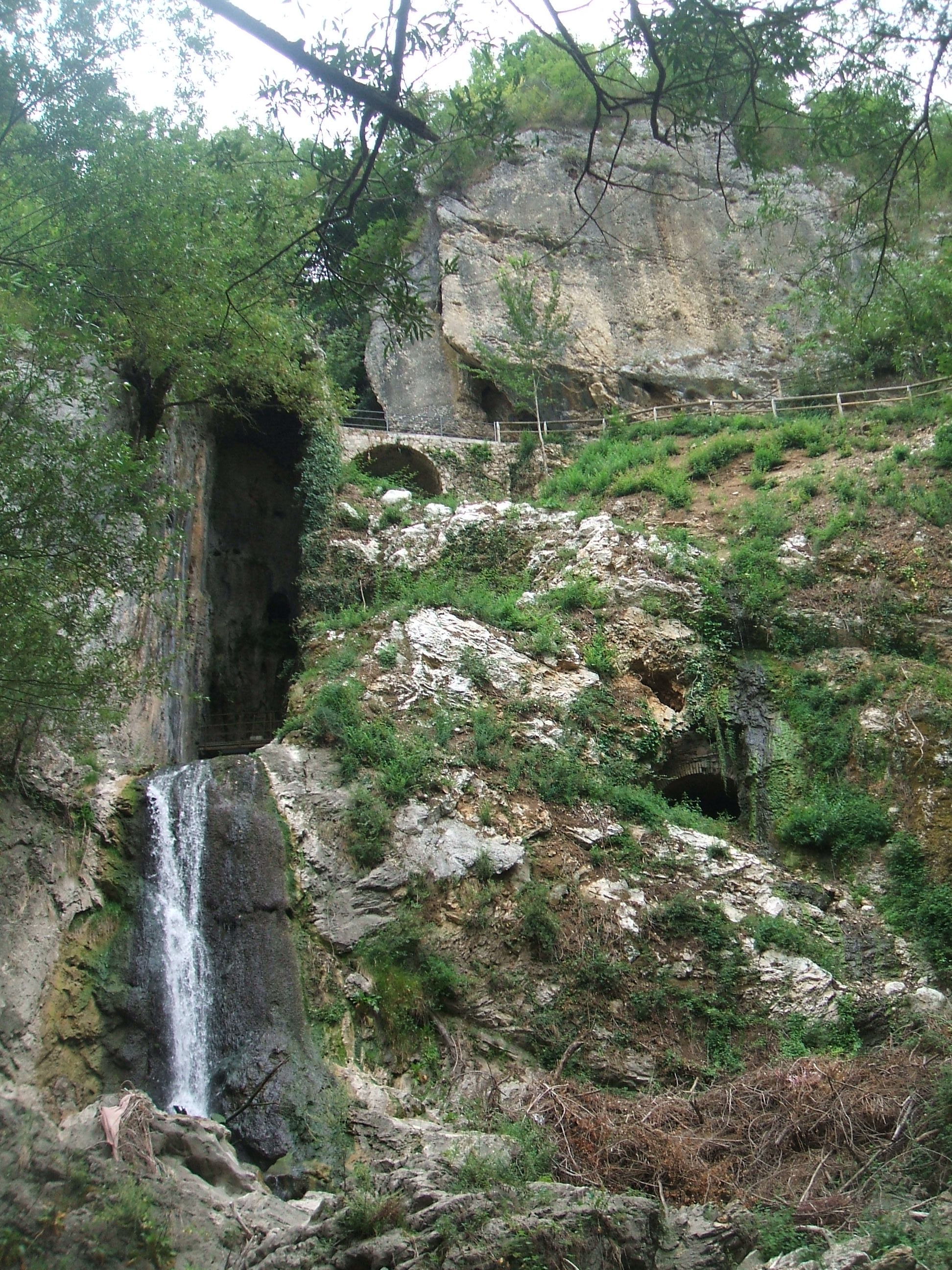
Sbocco dell'emissario a Capistrello

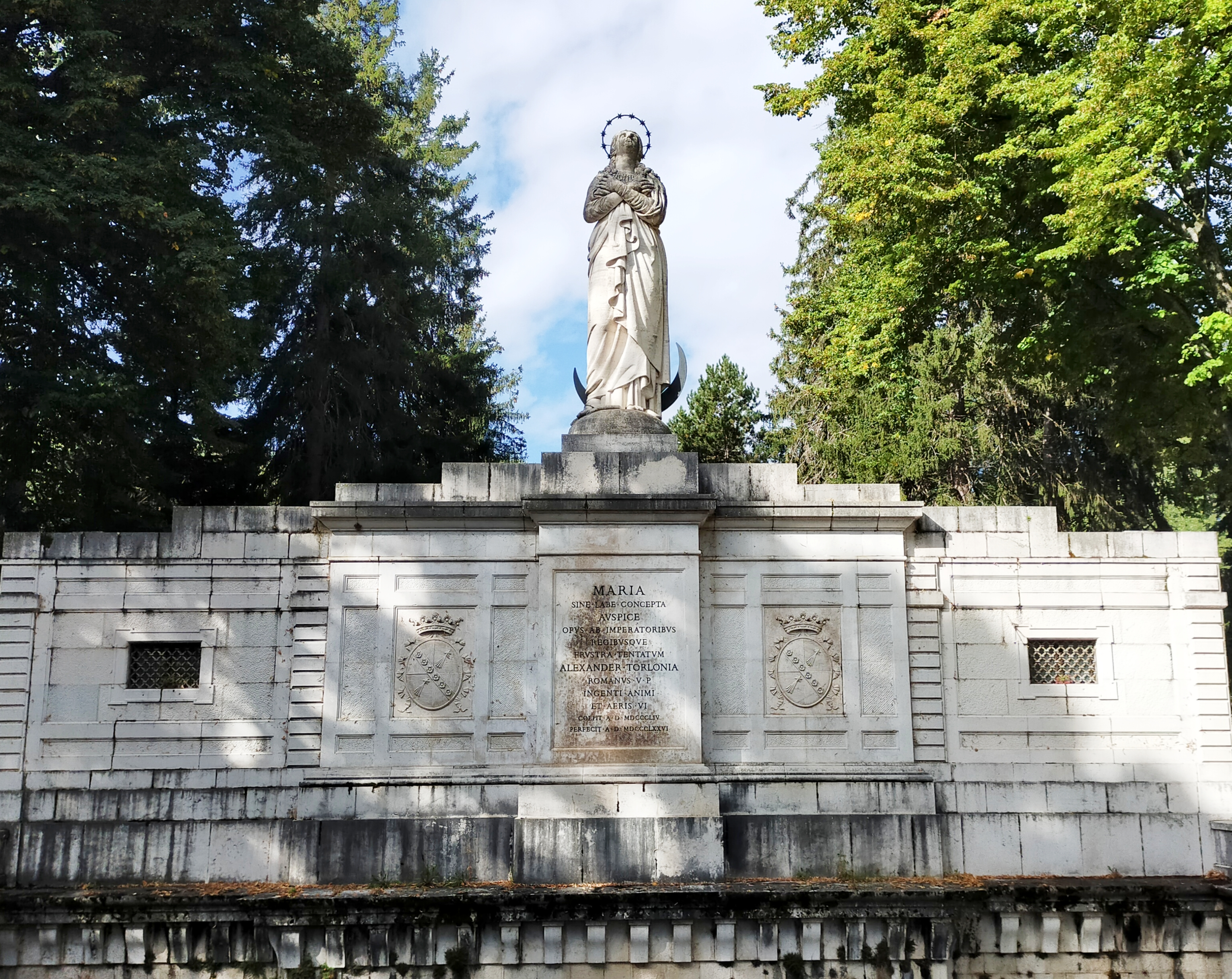
Il monumentale Incile del Fucino

### L'emissario
La lunghezza totale dell'emissario sotterraneo è di oltre sei chilometri. Presenta una sezione variabile da 5 a 10 m² ed una portata media pari a 9,09 m3/s con dislivello di 8,44 metri e una pendenza media pari a metri 1,50 per chilometro nel tratto compreso tra l'Incile del Fucino e lo sbocco di Capistrello. L'imbocco della galleria ipogea si trova in località Borgo Incile a sud di Avezzano, all'altezza dell'intersezione con il canale collettore che raccoglie le acque scaricate in altri canali della piana dal Giovenco e dai piccoli immissari situati tutt'intorno nell'area montana. Il collettore percorre longitudinalmente la piana fino al "Bacinetto", un invaso voluto da Torlonia da utilizzare come riserva d'acqua e in caso di manutenzioni straordinarie. Si tratta di un'area depressa della piana la cui quota altimetrica risulta inferiore, localizzata tra la centrale idrovora di Borgo Ottomila (Celano) e i territori di Ortucchio, San Benedetto dei Marsi e Venere dei Marsi.
La sezione dell'emissario torloniano permette in alcuni punti di osservare quella originaria di epoca romana, sia nell'area dell'imbocco all'incile sia nello sbocco che è situato sul versante opposto della montagna, sotto l'abitato di Capistrello, in località Pisciacotta. In alcuni tratti infatti le strutture ipogee conservano le opere murarie di epoca romana realizzate in opus reticulatum. Per semplificare il lavoro di perforazione e di estrazione del materiale e per consentire l'aerazione degli ambienti furono scavati, anche manualmente, ben 32 pozzi verticali e 6 cunicoli inclinati. Di questi ultimi sono visibili gli imbocchi localizzati sul versante orientale del monte Salviano.

### Incile del Fucino
L'infrastruttura originaria risale all'epoca romana.
L'incile ottocentesco è costituito principalmente dalla testata che mette in comunicazione, attraverso la vasca di accumulo delle acque e il cosiddetto "ponte delle paratoie", il canale collettore centrale con l'emissario ipogeo. L'opera funzionante, consente di regolare il deflusso delle acque nel tunnel del monte Salviano.
Il corpo di fabbrica della testata dell'emissario di Borgo Incile è dominata dalla statua in pietra locale dell'Immacolata Concezione della Beata Vergine Maria. La monumentalizzazione in stile neoclassico fu realizzata nel 1876 dall'architetto di casa Torlonia, Carlo Nicola Carnevali.

### I cunicoli
Di seguito i sei cunicoli di servizio inclinati:
- Cunicolo Maggiore: situato nel versante orientale del monte Salviano. Presenta all'ingresso tre grandi archi che dopo un breve tratto interno si uniscono[54]. Ad oltre la metà del percorso ipogeo diparte la galleria obliqua di servizio, detta "bypass". Le mura della discenderia furono realizzate utilizzando la tecnica dei fori pontai.
- Cunicolo del Ferraro: realizzato nello stesso versante della montagna, permette di conoscere da vicino il sistema delle gallerie e dei numerosi pozzi. Un primo tratto è stato pavimentato e dotato d'illuminazione. È connesso al cunicolo Maggiore tramite "bypass". Il nome deriva dalla presenza nei pressi del cunicolo dei fabbri impegnati nei lavori di realizzazione all'intera opera.
- Cunicolo Imperiale: collocato poco più in basso rispetto al Ferraro, tra i pozzi n. 23 e 24, interseca in fondo il pozzo n. 23[55].
- Cunicoli del Calderaro, della Macchina e della Lucerna. Il primo è scavato nel versante occidentale del monte Salviano tra i pozzi n. 21 e 22, gli altri due sul settore meridionale dei campi Palentini oltre la località di valle Fredda tra i pozzi n. 9 e 15[15][56][57].